# Krinau (Salzwedel)
Krinau war bis zum 14. März 1974 eine Gemeinde im Kreis Salzwedel im Bezirk Magdeburg, Deutsche Demokratische Republik.

## Geschichte
Am 20. Juli 1950 wurden die Gemeinden Kricheldorf und Sienau im Landkreis Salzwedel zu einer Gemeinde mit dem Namen Krinau zusammengeschlossen. Am 25. Juli 1952 wurde Krinau in den Kreis Salzwedel umgegliedert. Am 15. März 1974 wurde die Gemeinde Krinau in die Stadt Salzwedel eingemeindet. Krinau wurde damit aufgelöst, Kricheldorf und Sienau kamen als Ortsteile zu Salzwedel.

### Einwohnerentwicklung
| Jahr | Einwohner |
| ---- | --------- |
| 1964 | 317       |
| 1971 | 292       |